# Vladikavkaz
Vladikavkaz (en ruso: Владикавказ, romanizado: Vladikavkaz, /vlədʲɪkɐfˈkas/), también conocida como Dzaudzhikáu (en osetio: Дзæуджыхъæу, romanizado: Dzaudzhikau [d͡zəud͡ʒɨqəu]ⓘ), es la capital y la mayor ciudad de la República de Osetia del Norte-Alania, al sur de la Rusia europea. Se encuentra junto al río Térek, cerca de las estribaciones septentrionales de la cordillera del Cáucaso.

## Geografía

### Clima
| Parámetros climáticos promedio de Vladikavkaz (1991-2020) | Parámetros climáticos promedio de Vladikavkaz (1991-2020) | Parámetros climáticos promedio de Vladikavkaz (1991-2020) | Parámetros climáticos promedio de Vladikavkaz (1991-2020) | Parámetros climáticos promedio de Vladikavkaz (1991-2020) | Parámetros climáticos promedio de Vladikavkaz (1991-2020) | Parámetros climáticos promedio de Vladikavkaz (1991-2020) | Parámetros climáticos promedio de Vladikavkaz (1991-2020) | Parámetros climáticos promedio de Vladikavkaz (1991-2020) | Parámetros climáticos promedio de Vladikavkaz (1991-2020) | Parámetros climáticos promedio de Vladikavkaz (1991-2020) | Parámetros climáticos promedio de Vladikavkaz (1991-2020) | Parámetros climáticos promedio de Vladikavkaz (1991-2020) | Parámetros climáticos promedio de Vladikavkaz (1991-2020) |
| Mes                                                       | Ene.                                                      | Feb.                                                      | Mar.                                                      | Abr.                                                      | May.                                                      | Jun.                                                      | Jul.                                                      | Ago.                                                      | Sep.                                                      | Oct.                                                      | Nov.                                                      | Dic.                                                      | Anual                                                     |
| --------------------------------------------------------- | --------------------------------------------------------- | --------------------------------------------------------- | --------------------------------------------------------- | --------------------------------------------------------- | --------------------------------------------------------- | --------------------------------------------------------- | --------------------------------------------------------- | --------------------------------------------------------- | --------------------------------------------------------- | --------------------------------------------------------- | --------------------------------------------------------- | --------------------------------------------------------- | --------------------------------------------------------- |
| Temp. máx. abs. (°C)                                      | 21.1                                                      | 23.0                                                      | 30.3                                                      | 34.0                                                      | 37.2                                                      | 38.0                                                      | 37.5                                                      | 39.2                                                      | 38.2                                                      | 33.5                                                      | 28.7                                                      | 27.2                                                      | 39.2                                                      |
| Temp. máx. media (°C)                                     | 3.5                                                       | 4.6                                                       | 9.4                                                       | 15.5                                                      | 20.5                                                      | 24.5                                                      | 26.8                                                      | 26.6                                                      | 21.9                                                      | 16.2                                                      | 9.0                                                       | 5.0                                                       | 15.3                                                      |
| Temp. media (°C)                                          | -1.7                                                      | -0.9                                                      | 3.9                                                       | 9.6                                                       | 14.8                                                      | 18.7                                                      | 21.2                                                      | 20.8                                                      | 16.1                                                      | 10.5                                                      | 3.8                                                       | -0.3                                                      | 9.7                                                       |
| Temp. mín. media (°C)                                     | -5.2                                                      | -4.7                                                      | 0.0                                                       | 5.0                                                       | 10.2                                                      | 14.1                                                      | 16.6                                                      | 16.3                                                      | 11.7                                                      | 6.3                                                       | 0.3                                                       | -3.8                                                      | 5.6                                                       |
| Temp. mín. abs. (°C)                                      | -27.2                                                     | -27.8                                                     | -22.5                                                     | -10.2                                                     | -6.1                                                      | 2.2                                                       | 6.4                                                       | 6.0                                                       | 0.0                                                       | -10.0                                                     | -23.1                                                     | -25.0                                                     | -27.8                                                     |
| Precipitación total (mm)                                  | 31                                                        | 34                                                        | 62                                                        | 94                                                        | 148                                                       | 181                                                       | 112                                                       | 90                                                        | 71                                                        | 62                                                        | 40                                                        | 30                                                        | 955                                                       |
| Nevadas (cm)                                              | 8                                                         | 9                                                         | 4                                                         | 0                                                         | 0                                                         | 0                                                         | 0                                                         | 0                                                         | 0                                                         | 0                                                         | 1                                                         | 5                                                         | 27                                                        |
| Días de lluvias (≥ 1 mm)                                  | 4                                                         | 4                                                         | 10                                                        | 16                                                        | 18                                                        | 19                                                        | 16                                                        | 14                                                        | 14                                                        | 13                                                        | 10                                                        | 6                                                         | 144                                                       |
| Días de nevadas (≥ 1 mm)                                  | 12                                                        | 13                                                        | 11                                                        | 2                                                         | 0.2                                                       | 0                                                         | 0                                                         | 0                                                         | 0                                                         | 1                                                         | 7                                                         | 10                                                        | 56.2                                                      |
| Horas de sol                                              | 105                                                       | 111                                                       | 125                                                       | 149                                                       | 187                                                       | 203                                                       | 207                                                       | 199                                                       | 163                                                       | 147                                                       | 112                                                       | 105                                                       | 1813                                                      |
| Humedad relativa (%)                                      | 79                                                        | 79                                                        | 78                                                        | 74                                                        | 76                                                        | 76                                                        | 74                                                        | 75                                                        | 79                                                        | 80                                                        | 81                                                        | 80                                                        | 77.6                                                      |
| Fuente: Погода и климатКлимат и погода Владикавказа       |                                                           |                                                           |                                                           |                                                           |                                                           |                                                           |                                                           |                                                           |                                                           |                                                           |                                                           |                                                           |                                                           |

## Historia
La ciudad fue conocida con el nombre de Ordzhonikidze (1930-1944; 1954-1990), en honor del dirigente soviético Sergó Ordzhonikidze, así como Dzaudzhikau (1944-1954). El nombre Vladikavkaz significa Poder sobre el Cáucaso (como Vladivostok es "Poder sobre Oriente").

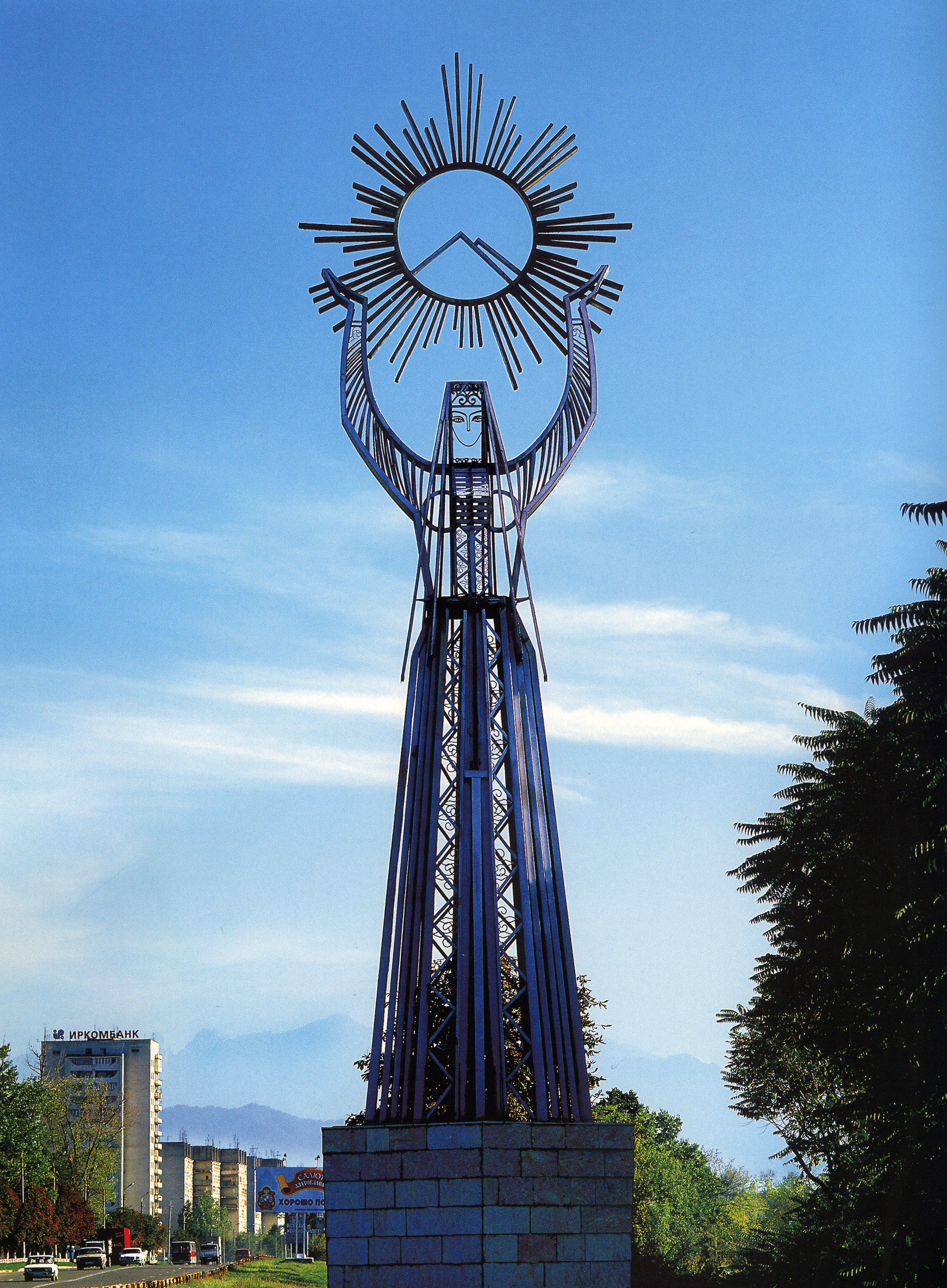
Un monumento en la ciudad.

La ciudad fue fundada en 1784 como una fortaleza durante la conquista rusa del Cáucaso y fue, durante años, la principal base militar de Rusia en la región. Las principales industrias son las del proceso del cinc y plomo, industrias de maquinaria, productos químicos, textil y alimentación. En Vladikavkaz conviven varios grupos étnicos entre los que destacan los osetios, rusos, armenios, georgianos, alemanes, griegos, entre otros. La ciudad es la sede de la Universidad Estatal de Osetia del Norte, Universidad Tecnológica del Cáucaso del Norte, Academia Médica, Instituto de Civilización, Academia Agrícola, Instituto Pedagógico y Instituto de Management.
El 26 de noviembre de 2008 el alcalde de Vladikavkaz, Vitali Karáyev, muere tras ser abatido a tiros por personas desconocidas frente a su casa.

## Transporte
La ciudad es servida por la red de autobuses (Marshrutka). También hay redes del tranvía (desde 1904) y trolebús (desde 1977), además de la principal estación de ferrocarril de Vladikavkaz.
La ciudad es servida por el aeropuerto de Beslán ubicado a unos 9 kilómetros de la ciudad.
La carretera militar georgiana, que forma parte de la ruta europea E117, que comienza en Vladikavkaz y conecta la ciudad con el sur del Cáucaso.

## Deportes
La ciudad es sede del club de fútbol FC Alania Vladikavkaz, que hace de local en el Estadio Republicano Spartak.

## Galería

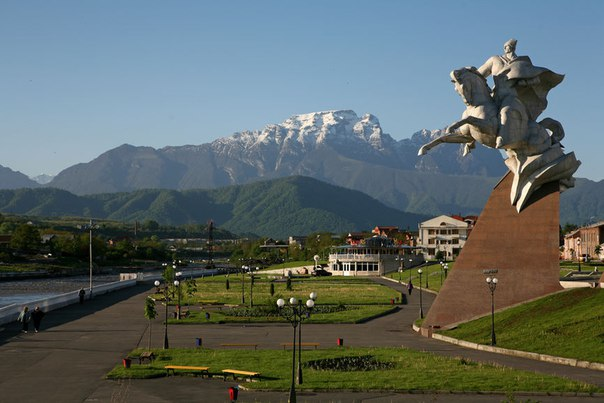
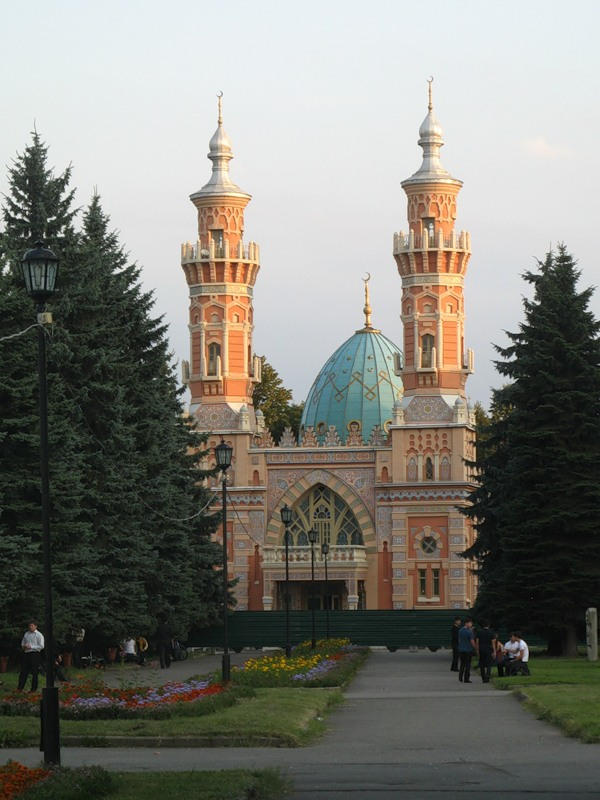
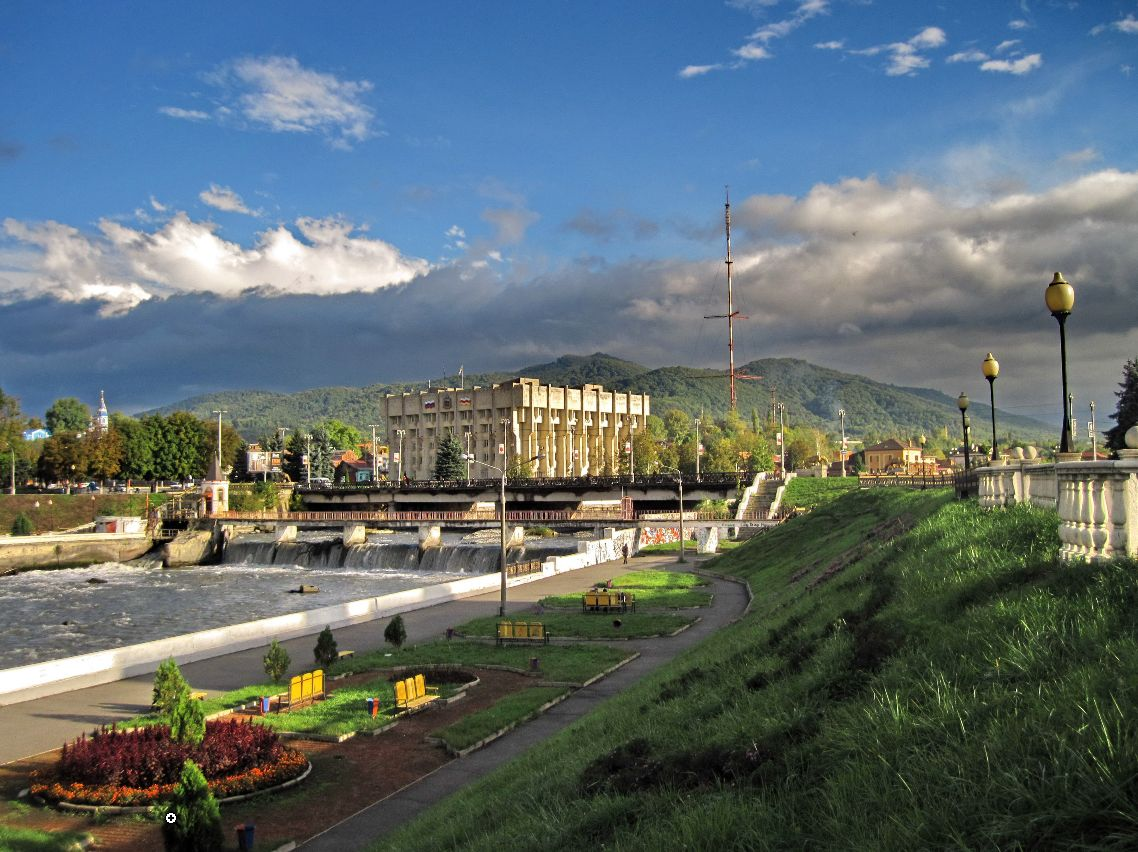
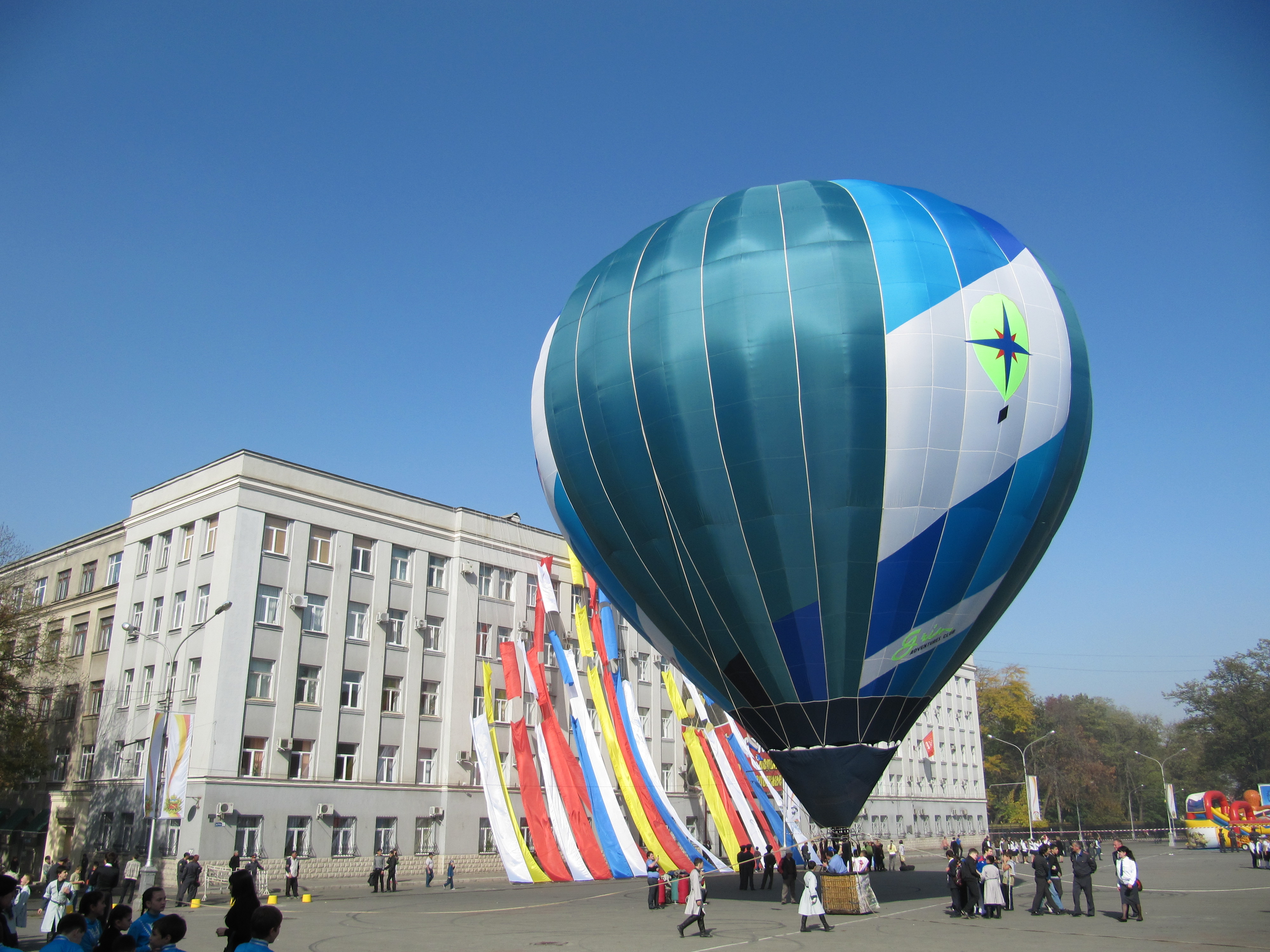
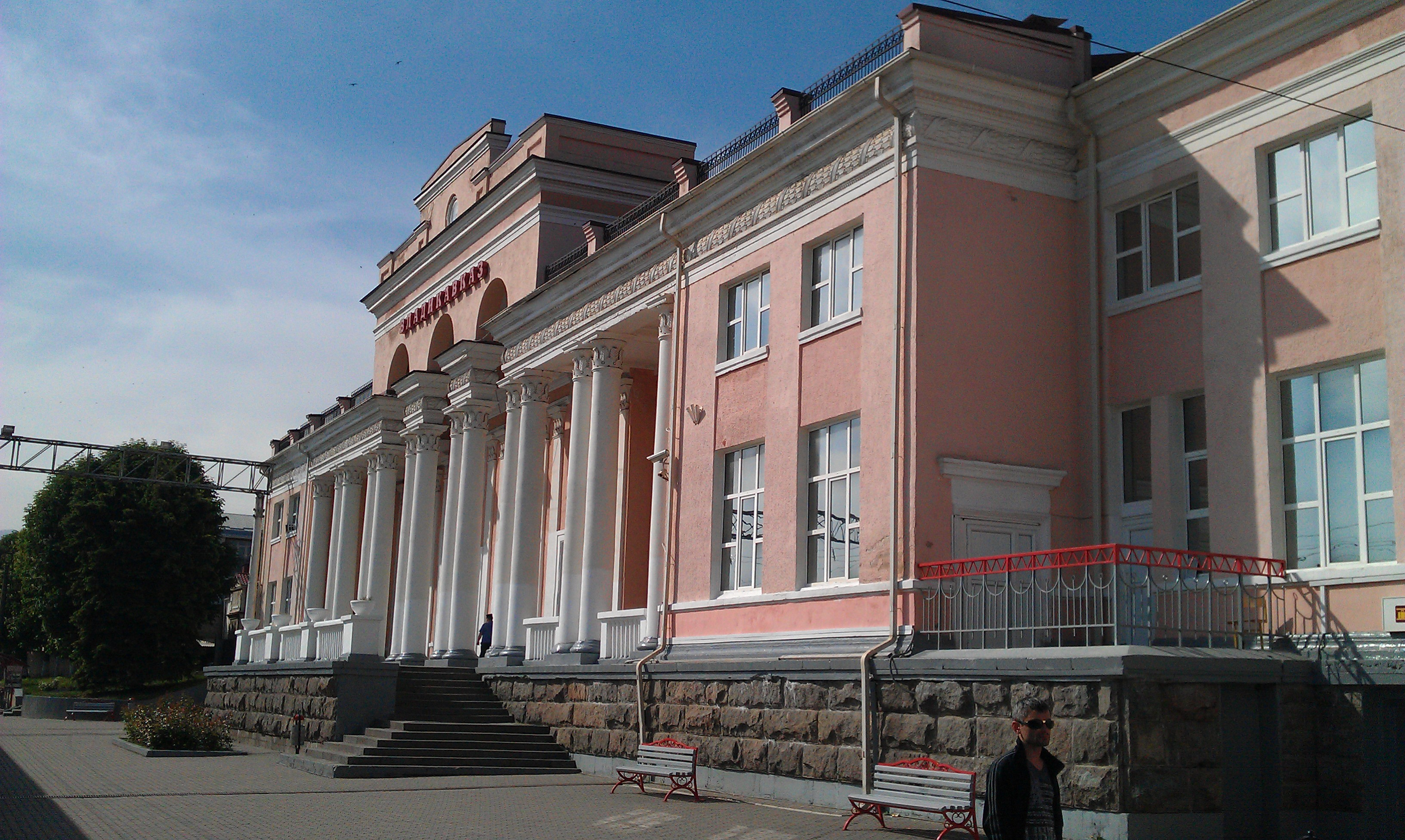
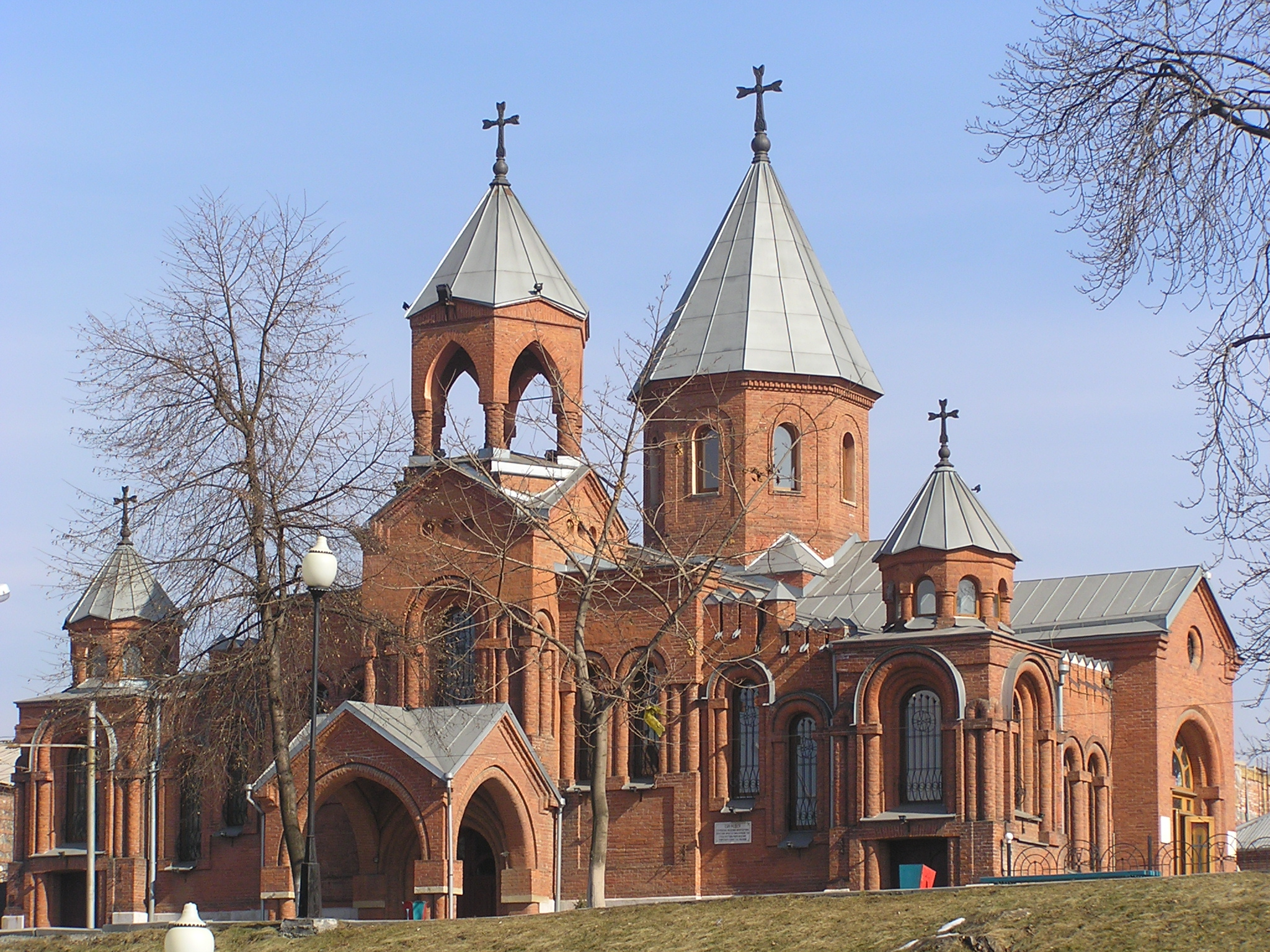
Iglesia armenia de San Gregorio I el Iluminador (1868)
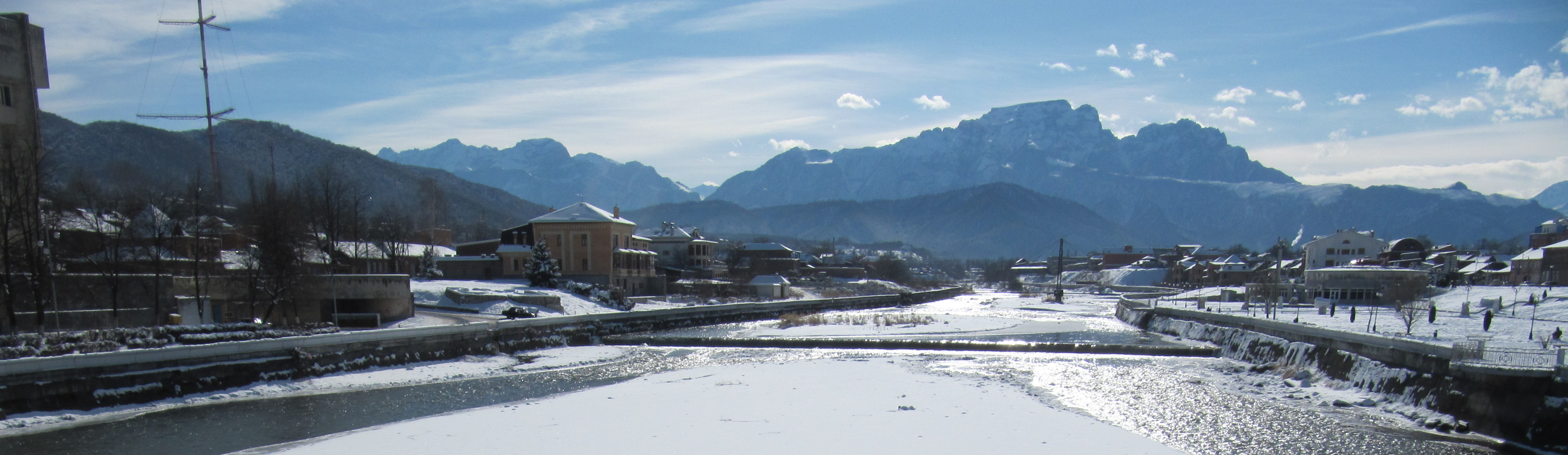

## Ciudades hermanadas
Vladikavkaz mantiene un hermanamiento de ciudades con:
- Ardahan, Turquía
- Asheville, Carolina del Norte, Estados Unidos
- Kardzhali, Bulgaria
- Majachkalá, Sur, Rusia
- Nálchik, Cáucaso Norte, Rusia